# Amara nupera
Amara nupera är en skalbaggsart som beskrevs av Horn. Amara nupera ingår i släktet Amara och familjen jordlöpare. Inga underarter finns listade i Catalogue of Life.